# Ривз, Джеймс
Джеймс Ривз (англ. James Reeves), настоящее имя Джон Моррис Ривз (John Morris Reeves; 1 июля 1909, Лондон — 1 мая 1978, Льюис) — английский писатель, поэт и литературный критик.

## Биография и творчество
Джеймс Ривз родился в 1909 году в Лондоне. Окончил кембриджский Джизус-колледж. В годы учёбы соосновал, совместно с Джейкобом Броновски, литературный журнал Experiment. C 1932 по 1952 год преподавал английский язык в школах и педагогических институтах. В 1936 году женился на Мэри Филлипс; у них родились сын и две дочери. С 1951 года был главным редактором поэтической серии издательства Heinemann; с 1960 года — главным редактором издательства Unicorn Books.
Первый поэтический сборник Ривза, «The Natural Need», был опубликован в 1936 году в издательстве Seizin Press, возглавляемом Робертом Грейвсом и Лорой Райдинг. За ним последовал ряд других: «The Imprisoned Sea» (1949), «The Talking Skull» (1958), «The Statue, and Poems and Paraphrases» (1972) и пр. В 1974 году вышел сборник избранных стихотворений «Collected Poems».
Долгое время Ривз писал для взрослых (в том числе романы, рассказы и пьесы), и лишь в 1950 году вышел его первый поэтический сборник для детей «Блуждающая луна» («The Wandering Moon»). Однако наибольшую популярность он приобрёл именно как детский поэт и сказочник. Детской поэзии Ривза (на русском языке издавалась в переводах Марины Бородицкой) свойственны яркие, необычные образы, юмор и абсурд, песенность и «танцевальность». Его сказки отличаются одновременно сатиричностью и лирической проникновенностью.
Большое значение Ривз придавал популяризации шедевров мировой литературы среди детей. Наряду с собственным творчеством он создавал пересказы и адаптации фольклорных произведений, сказок, басен Эзопа, библейских сюжетов, «Дон Кихота», «Гулливера», «Одиссеи». В числе прочего перевёл на английский язык «Сказку о золотом петушке» и другие произведения Пушкина.
В 1976 году Ривз был избран членом Королевского литературного общества. Умер в Лондоне 1 мая 1978 года.